# بالدیا
بالدیا (به لاتین: Baldia Union) یک منطقهٔ مسکونی در بنگلادش است که در نصرآباد (سواروپکاتی) اپازیلا واقع شده‌است.